# 铁西区 (沈阳市)
铁西区是辽宁省沈阳市下辖的一个市辖区，以重工业闻名全中国。2002年，原铁西区政府与沈阳经济技术开发区管委会合署办公，组建铁西新区。區人民政府駐北二西路36號。

## 区情概况
铁西区是沈阳市内五区之一，是沈阳市卫生与基建最好的城区之一，区内有许多大型企业。在装备制造产业内，聚集了数控机床、透平压缩机、超高压机组、大型水泵等重要项目和技术顶尖企业。在中国有能力制造的24类210种成套设备中，沈阳占据2/3，而在沈阳创造的工业产值和利税中，66%来自铁西。目前已有40个国家和地区的1300多家企业入驻铁西，其中跨国公司83个，世界500强企业21家。铁西区环境优美，道路通畅，9条25公里长的铁路专用线和几十条国内外空中航线纵横交织，325条街路与沈大、京沈高速公路连接，形成了四通八达的街路通行网，沈阳地铁一号线和三号线自东向西贯穿全区。区内有技术中心15个，其中国家级1个，省级9个，市级5个，各类专业技术人员4.1万人，30万的产业大军构成铁西发展的强大力量。全区工业企业880户，其中规模以上252户，被誉为“中国制造业之都”。

## 人口
根據第七次人口普查數據，截至2020年11月1日零時，鐵西區常住人口為1335935人。

## 历史沿革

### 自然发展
铁西区的历史，有据可考的可以上溯到2700年前的春秋战国时期。1958年，在当时属于铁西行政管辖的郑家洼子发现了古墓群。1965年，发掘了14座，到1988年已发掘41座。出土文物有青铜短剑、石器、陶器、纺轮、网坠、铜镜以及完整的人骨和成套的车马具等，共42种797件。经专家鉴定，距今有2700多年。这个发现证明了2700年前，铁西地区就有了人类活动。
直到明天启五年（后金天命十年，公元1625年）努尔哈赤迁都沈阳后，将城外土地分封给八旗旗主，城西至老边大道以南为镶蓝旗界。努尔哈赤之侄济尔哈朗被封为郑亲王，领镶蓝旗旗主。铁西区的揽军屯、路官屯、艳粉屯、牛心屯等地均属镶蓝旗。揽军屯、路官屯、艳粉屯等属王府庄地。
1931年以前这里是一片耕地及分散的自然屯。有揽军屯、大黄桂屯、小黄桂屯、大则官屯、小则官屯、陈三家子、王瓦房、雇瓦房、王孤家子、前胭粉屯、后胭粉屯、前路官屯、后路官屯、牛心屯、熊家岗子。当时这些村屯属沈阳县第五区四保、五保管辖。

### 工业起步
1898年（光绪二十四年），沙俄强迫清政府签订了《东北铁路公司续修南满支路合同》，不仅攫取了修筑哈尔滨至旅顺的筑路权，还将铁路沿线两侧划为“铁路用地”。1906年8月，日俄战争后，日本从沙俄手中接管南满铁路，日本天皇勒令成立南满洲铁道株式会社（简称“满铁”），将“铁路用地”改为“铁道附属地”，实为日本殖民地，在这里建立了日本政权机构，并确定铁道东侧为市街区，西侧为工业地带。从此，揽军屯以东的“附属地”内的一切权力归日本所有。他们在这里建立了殖民政权机构。
从1913年起，在铁路西侧陆续开设了制陶、窑业、木材等企业。到1931年“九·一八”事变前，日资在铁西建厂28个，其中投资超百万日元的达11个。

### 铁西建区
铁西区建制于1938年1月1日，因位于长大铁路西侧而得名。1931年“九·一八”事变后，日本关东军占领了沈阳。成立了奉天市政公署，当时铁路以西除附属地外仍属沈阳县。1932年11月“奉天都市计划准备委员会”成立，并计划将沈阳县所辖的东起南满铁路（现长大）、西到大则官屯（现卫工街），南至浑河、北到皇姑屯（现沈山铁路）定为西工业区（非行政区）。
1934年6月《西工业区平面图》制成。当时的规划是东起安福街（现第二纺织厂西侧马路）西至嘉应街（现兴华大街），南起南五马路（现建设大路），北至中央路（现北三马路），在这个范围内有46家工厂确定了位置筹备兴建，这是铁西早期的建设规模。同年11月将沈阳县揽军屯一带划入市区。1935年3月，由日本在中国进行殖民统治的代表南满洲铁道株式会社与奉天市公署共同出资，设立“奉天工业土地股份有限公司”，后移交市公署，改为“奉天铁西工业土地管理处”，负责西工业区规划建设和土地征购。工业土地股份有限公司强行购买农民的土地并全面实施其规划。揽军屯三千户居民被强迁到五马路以南的兴顺、齐贤、景星一带，这是铁西区历史上的一次大搬迁。当时铁西工业区的规划是以南五马路（现建设大路）为界，以南是生活区和商业区，以北是工厂区。铁西区的城市规划和配套服务设施建设都是为工业生产服务的。
1937年9月1日，奉天市公署发布公告：奉天市划为11个行政区，有沈阳、大和、铁西、大东、东陵、沈海、浑河、永信、于洪、北陵、皇姑。铁西区辖范围是东起安福街（现第二纺织机械厂西墙外小马路），南至辽中路（现沈辽中路），西至寿同街（现卫工明渠）北至奉山铁路（现沈山铁路）。1938年1月1日，奉天市政公署公布条例，成立了铁西区公署，这是铁西区建置的开始。下辖齐贤、兴顺、景星、中央、应昌、兴工、嘉工、劝工八个分区。
日本当局为了达到长期占领的目的，签定了“日满两国政府协定”，在这个协定下，日本国内以大阪地区为主的一些财团资本家如三井、三菱、住友、大仓等系来铁西建厂或设分支机构，把铁西工业区称为“大阪系资本别动队”、“东洋之铁西”。日本财团在铁西大量建厂，对中国资源进行掠夺。同时日本关东军还利用一批工厂进行军工生产，为进一步侵略战争服务。到1938年铁西区的扩建基本完成。1938年1月1日，奉天市公署实施了区条例，由于地处铁路西侧，故正式命名为铁西区。
1945年抗日战争结束后，中华民国接管沈阳，铁西、于洪、永信三区合并为铁西区。1947年9月，沈阳市进行改建，将铁西区的劝工、兴华大街以西地区划出成立建设区。1948年11月2日，中国人民解放军接管沈阳，原24区合并为8个区，铁西、永信、于洪、建设四区合并为铁西区。

### 中华人民共和国

#### 建国初期
1952年9月23日，工人村开始建设，共建有5个建筑群72幢三层砖混楼房，建筑面积99012平方米，工人村建成后，成为当时全国最大的工人居住区，在全国率先引领了“楼上楼下，电灯电话”的现代住宅潮流。
“一五”期间，沈阳作为一个以机械制造业为主的工业城市，成为中华人民共和国建设的重点，企业高度集中的铁西区是重中之重。前苏联援建的156项国家重点工程中有3项在铁西。投资超过百万进行企业改造的40多个，新建大中型企业12个。

#### 改革开放后
1984年，铁西作为一个计划经济典型特征最为突出的老工业区，在改革企业管理机制上开始了探索和尝试，推行了经济責任制、经营责任制、厂长负责制、目标责任制等責任制度，并从1986年开始全面推行经营承包责任制。之后，东北地区经济开始普遍下滑，铁西区大量国有企业破产倒闭，造成大量工人下岗失业、经济困难，铁西区的生态环境与社会治安也严重恶化。

#### 经济复苏

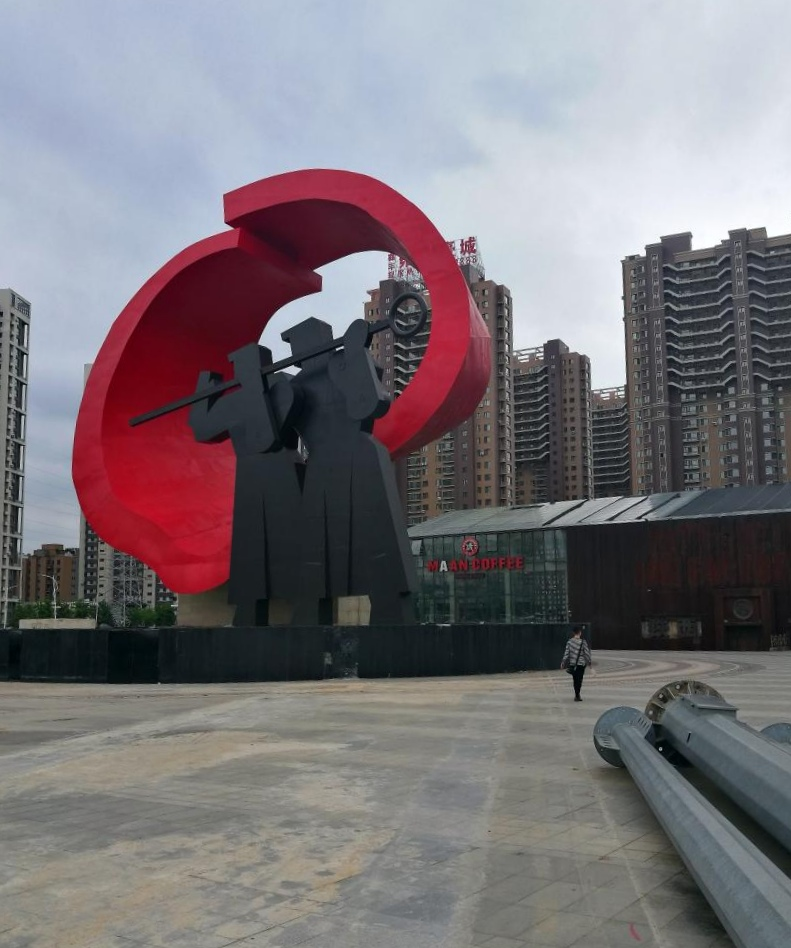
沈阳铁西区重型文化广场

进入2000年后，东北老工业基地的困难受到中央政府的重视，并给予实际帮助。2003年起，在胡锦涛和温家宝的推动下，国务院成立了振兴东北办，实施“振兴东北老工业基地”战略。
2002年6月18日，中共沈阳市委、沈阳市政府做出决策，决定铁西区与沈阳经济技术开发区合署办公，成立铁西新区。
2007年6月9日，铁西区被国家发改委、国务院振兴东北办授予“老工业基地调整改造暨装备制造业发展示范区”称号，同年，铁西区与细河经济区重组，诞生总面积484平方公里的“大铁西”。
2008年12月，铁西区先后被授予“全国改革开放30年十八个典型地区之一”和“2008联合国全球宜居城区示范奖”称号。
当前铁西正积极推进具有国际竞争力的先进装备制造业基地建设，努力打造铁西产业新城，加快实现第二次飞跃。

## 行政区划
铁西区下辖14个街道办事处：
昆明湖街道、工人村街道、启工街道、笃工街道、兴华街道、霁虹街道、凌空街道、重工街道、兴顺街道、大青中朝友谊街道、翟家街道、大潘街道、彰驿站街道、高花街道和沈阳经济技术开发区。

## 区域荣誉
- 铁西老工业基地调整改造暨装备制造业发展示范区
- 2008年联合国全球宜居城区示范奖
- 中国改革开放30年开拓成功发展之路18个典型地区之一